# Анна (принцеса Великої Британії)
Принцеса Анна (англ. Anne, Princess Royal; повне ім'я Анна Єлизавета Аліса Луїза, англ. Anne Elizabeth Alice Louise) (нар. 15 серпня 1950, Лондон, Англія) — британська принцеса, дочка королеви Єлизавети ІІ. Народилася третьою в черзі успадкування британського престолу, а зараз є 17-ю, з 1987 року є королівською принцесою, титул якої зберігається довічно.
Анна народилася в Кларенс-хаусі, здобула освіту в школі Бененден і почала виконувати королівські обов'язки одразу після досягнення повноліття. Вона займалась верховою їздою, вигравши одну золоту медаль у 1971 році та дві срібні медалі у 1975 році на Чемпіонаті Європи з троєборства. У 1976 році вона стала першою членкинею британської королівської родини, яка брала участь в Олімпійських іграх. У 1988 році королівська принцеса стала членкинею Міжнародного олімпійського комітету (МОК).
Анна виконує офіційні обов'язки та зобов'язання від імені монарха. Вона є патронкою або президенткою понад 300 організацій, включаючи WISE, Riders for Health і Carers Trust.
Анна одружилася з капітаном Марком Філліпсом у 1973 році; розлучилася в 1992 році. У них двоє дітей, Пітер Філліпс і Зара Тіндолл, п'ятеро онуків. Через кілька місяців після розлучення в 1992 році Анна одружилася з командиром (пізніше віцеадміралом) сером Тімоті Лоуренсом, з яким вона познайомилася під час його служби конним її матері між 1986 і 1989 роками.

## Життєпис

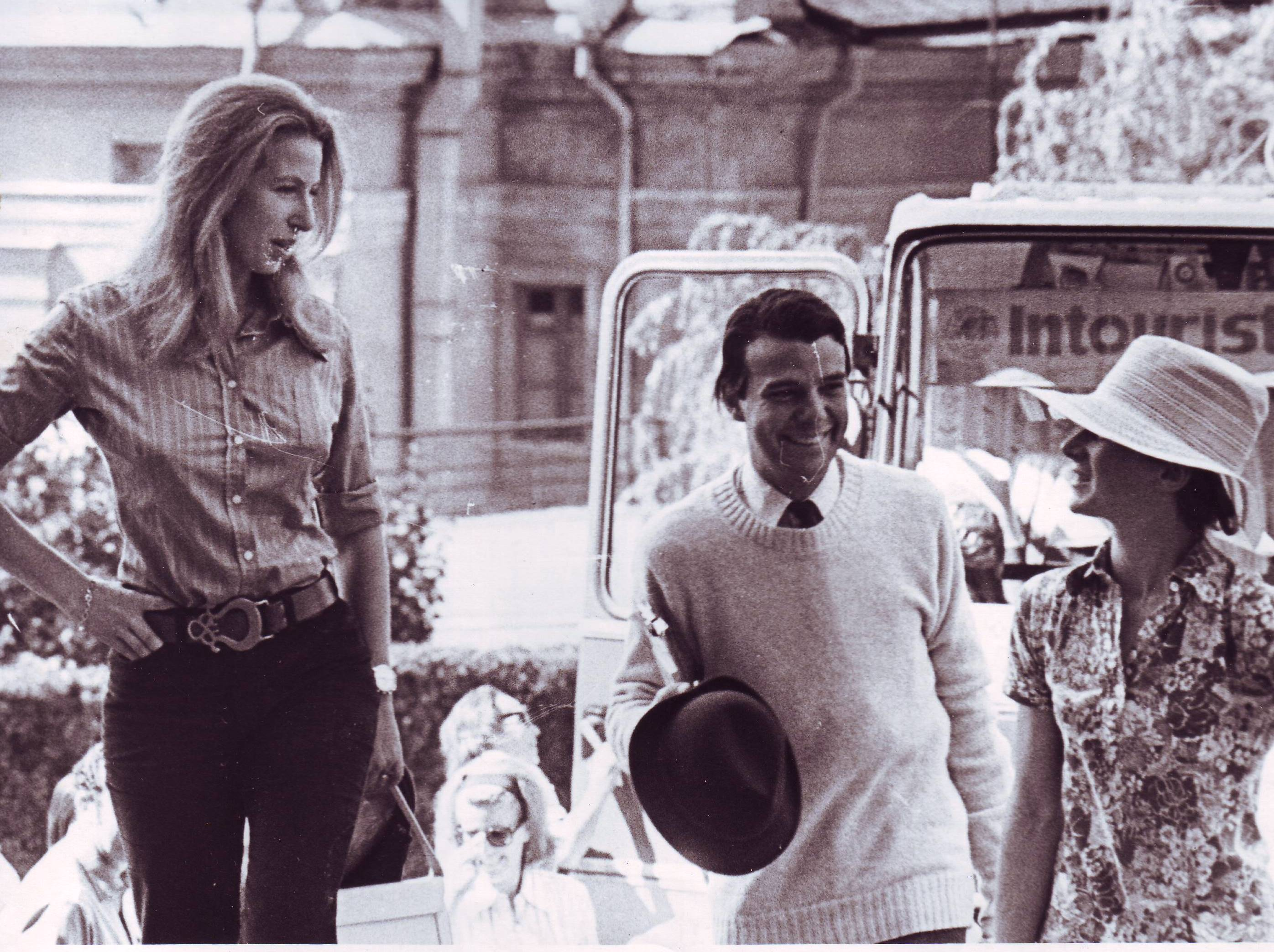
Принцеса Анна (ліворуч) у Києві, 1973 рік

Анна Єлизавета Аліса Луїза народилася під час правління свого діда по материнській лінії, короля Георга VI, у Кларенс-хаусі 15 серпня 1950 року об 11:50, як друга дитина та єдина дочка принцеси Єлизавети, герцогині Единбурзької, пізніше королеви Єлизавети II від 1952 року, та Філіпа, герцога Единбурзького. У честь її народження був салют із 21 гармати в Гайд-парку. Хрещена архієпископом Йоркським Сирілом Гарбеттом у музичній кімнаті Букінгемського палацу 21 жовтня 1950 року. На момент народження вона була третьою в лінії спадкоємства британського престолу, після матері — на той час принцеси Єлизавети — та старшого брата Чарльза. Вона піднялася на друге місце після сходження на престол її матері, зараз вона 17-та в черзі.
Гувернантка, Кетрін Піблз, була призначена піклуватися про Анну та інших її братів і сестер, Чарльза, Ендрю та Едварда, відповідала за її початкову освіту в Букінгемському палаці. Після смерті Георга VI у лютому 1952 року мати Анни зійшла на престол як королева Єлизавета II. Через свій молодий вік на той час Анна не прийшла на коронацію матері в червні 1953 року.
У 1963 році Анна вступила до школи-інтернату Бененден. У 1968 році вона закінчила школу з шістьма GCE O-Levels і двома А рівнями. Вона почала брати участь у королівських заручинах у 1969 році, у віці 18 років.
У 1970 році вона ненадовго мала стосунки з Ендрю Боулзом, який пізніше одружився з Каміллою Шанд. Значно пізніше Шанд одружилася з братом Анни — Чарльзом, ставши його другою дружиною.
У червні 1987 року Анна отримала від матері титул королівської принцеси.

## Шлюби та діти

### Шлюб з Марком Філліпсом
Принцеса Анна познайомилася з Марком Філліпсом, лейтенантом 1-ї королівської драгунської гвардії, у 1968 році на вечірці для любителів коней. Про їхні заручини було оголошено 29 травня 1973 року. 14 листопада 1973 року пара одружилася у Вестмінстерському абатстві на церемонії, що транслювалася по телебаченню, за оцінками для 100 мільйонів аудиторії. Згодом вони оселилися в парку Гаткомб. Оскільки Філліпс не мав титулів, йому запропонували титул графа, від якого він відмовився. Отже, їхні діти народжувалися без титулів. В цьому шлюбі Анна народила двох дітей — Пітера та Зару, також вона має п'ятеро онуків. 31 серпня 1989 року пара оголосила про свій намір розлучитися. Їх рідко бачили на публіці разом, і обидва були романтично пов'язані з іншими людьми. Вони розділили опіку над дітьми та спочатку оголосили, що «не планують розлучатися». Однак 13 квітня 1992 року палац оголосив, що принцеса Анна подала на розлучення, яке було завершено через десять днів.

### Шлюб з сером Тімоті Лоренсом
Принцеса Анна познайомилася з Тімоті Лоренсом, командиром Королівського флоту, коли він служив на Королівській яхті «Британія». Їхні стосунки розвинулися на початку 1989 року, через три роки після того, як він був призначений конюхом королеви. У 1989 році існування приватних листів Лоренса до принцеси було виявлено газетою «The Sun». 12 грудня 1992 року пара одружилася в Крейті-Кірк біля замку Балморал у Шотландії. На приватну шлюбну службу було запрошено приблизно 30 гостей. Анна стала першою королівською особою, яка після розлучення одружилася повторно (після принцеси Вікторії Меліти Саксен-Кобург-Готської, онуки королеви Вікторії).
На весільну церемонію принцеса Анна одягла білий піджак поверх «скромної, укороченої сукні до колін» та з білими квітами у волоссі. Її обручка була зроблена з «кабошонового сапфіру, оточеного трьома маленькими діамантами з кожного боку». Після шлюбної служби пара та гості вирушили до Craigowan Lodge на приватний прийом. Лоренс не отримав звання перства.

## Титули та герби

Монограма принцеси Анни

Анна — сьома королівська принцеса, титул, який дається лише старшій дочці суверена. Попередньою володаркою титулу була донька короля Георга V, принцеса Марія, графиня Гервуда.

## Родинне дерево
Походження королівської принцеси Анни простежується аж до Кердіка, короля Вессекса (519—534).
|  |                                                     |  |  |  |  |  |  |  |  |  |  |  |  |  |  |  |
|  | 8. Георг I (король Греції)                          |  |  |  |  |  |  |  |  |  |  |  |  |  |  |  |
|  |                                                     |  |  |  |  |  |  |  |  |  |  |  |  |  |  |  |
|  |                                                     |  |  |  |  |  |  |  |  |  |  |  |  |  |  |  |
|  | 4. Андрій (принц Греції і Данії)                    |  |  |  |  |  |  |  |  |  |  |  |  |  |  |  |
|  |                                                     |  |  |  |  |  |  |  |  |  |  |  |  |  |  |  |
|  |                                                     |  |  |  |  |  |  |  |  |  |  |  |  |  |  |  |
|  | 9. Ольга Костянтинівна                              |  |  |  |  |  |  |  |  |  |  |  |  |  |  |  |
|  |                                                     |  |  |  |  |  |  |  |  |  |  |  |  |  |  |  |
|  |                                                     |  |  |  |  |  |  |  |  |  |  |  |  |  |  |  |
|  | 2. Філіп, герцог Единбурзький                       |  |  |  |  |  |  |  |  |  |  |  |  |  |  |  |
|  |                                                     |  |  |  |  |  |  |  |  |  |  |  |  |  |  |  |
|  |                                                     |  |  |  |  |  |  |  |  |  |  |  |  |  |  |  |
|  | 10. Людвіг Александр Баттенберг                     |  |  |  |  |  |  |  |  |  |  |  |  |  |  |  |
|  |                                                     |  |  |  |  |  |  |  |  |  |  |  |  |  |  |  |
|  |                                                     |  |  |  |  |  |  |  |  |  |  |  |  |  |  |  |
|  | 5. Аліса фон Баттенберг                             |  |  |  |  |  |  |  |  |  |  |  |  |  |  |  |
|  |                                                     |  |  |  |  |  |  |  |  |  |  |  |  |  |  |  |
|  |                                                     |  |  |  |  |  |  |  |  |  |  |  |  |  |  |  |
|  | 11. Вікторія Гессен-Дармштадтська                   |  |  |  |  |  |  |  |  |  |  |  |  |  |  |  |
|  |                                                     |  |  |  |  |  |  |  |  |  |  |  |  |  |  |  |
|  |                                                     |  |  |  |  |  |  |  |  |  |  |  |  |  |  |  |
|  | 1. Принцеса Анна                                    |  |  |  |  |  |  |  |  |  |  |  |  |  |  |  |
|  |                                                     |  |  |  |  |  |  |  |  |  |  |  |  |  |  |  |
|  |                                                     |  |  |  |  |  |  |  |  |  |  |  |  |  |  |  |
|  | 12. Георг V                                         |  |  |  |  |  |  |  |  |  |  |  |  |  |  |  |
|  |                                                     |  |  |  |  |  |  |  |  |  |  |  |  |  |  |  |
|  |                                                     |  |  |  |  |  |  |  |  |  |  |  |  |  |  |  |
|  | 6. Георг VI                                         |  |  |  |  |  |  |  |  |  |  |  |  |  |  |  |
|  |                                                     |  |  |  |  |  |  |  |  |  |  |  |  |  |  |  |
|  |                                                     |  |  |  |  |  |  |  |  |  |  |  |  |  |  |  |
|  | 13. Марія Текська                                   |  |  |  |  |  |  |  |  |  |  |  |  |  |  |  |
|  |                                                     |  |  |  |  |  |  |  |  |  |  |  |  |  |  |  |
|  |                                                     |  |  |  |  |  |  |  |  |  |  |  |  |  |  |  |
|  | 3. Єлизавета II                                     |  |  |  |  |  |  |  |  |  |  |  |  |  |  |  |
|  |                                                     |  |  |  |  |  |  |  |  |  |  |  |  |  |  |  |
|  |                                                     |  |  |  |  |  |  |  |  |  |  |  |  |  |  |  |
|  | 14. Клод Боуз-Лайон, 14-й граф Стратмор і Кінггорн  |  |  |  |  |  |  |  |  |  |  |  |  |  |  |  |
|  |                                                     |  |  |  |  |  |  |  |  |  |  |  |  |  |  |  |
|  |                                                     |  |  |  |  |  |  |  |  |  |  |  |  |  |  |  |
|  | 7. Єлизавета Боуз-Лайон                             |  |  |  |  |  |  |  |  |  |  |  |  |  |  |  |
|  |                                                     |  |  |  |  |  |  |  |  |  |  |  |  |  |  |  |
|  |                                                     |  |  |  |  |  |  |  |  |  |  |  |  |  |  |  |
|  | 15. Сесілія Боуз-Лайон, графиня Стратмор і Кінггорн |  |  |  |  |  |  |  |  |  |  |  |  |  |  |  |
|  |                                                     |  |  |  |  |  |  |  |  |  |  |  |  |  |  |  |
|  |                                                     |  |  |  |  |  |  |  |  |  |  |  |  |  |  |  |

## Зв'язки з Україною
1973 року та влітку 1990 року в рамках Днів Великої Британії в СРСР принцеса Анна відвідувала Київ.
У вересні 1973 року Київ, зовсім несподівано, був змушений приймати чемпіонат Європи з кінного спорту. Справа у тому, що спочатку чемпіонат планували провести в Москві, але Великобританію на змаганнях повинна була представляти принцеса Анна - донька королеви Великобританії Єлизавети ІІ та принца Філіпа Едінбургського, який на той час був головою федерації кінного спорту і також мав бути присутнім на чемпіонаті. В Москву члени Британської королівської сім`ї їхати категорично відмовились, оскільки мати принца Філіпа Едінбургського принцеса Аліса була племінницею російської імператриці Олександри Федорівни, дружини Миколи ІІ, яку разом з чоловіком та дітьми розстріляли більшовики в 1918 році. Щоб не зірвати проведення чемпіонату на теренах СРСР, як альтернативний варіант обрали Київ. 